# 톰 소여의 모험 (애니메이션)
《톰 소여의 모험(トム・ソーヤーの冒険)》은 1980년 제작된 일본의 애니메이션이다.
1990년대에 문화방송에서 일요일 아침마다 방영하였다. 2008년에는 교육방송에서 저녁 시간대에 방영했으며, 2009년에는 오후 4시에 재방송하였다. 한국어판은 성우 김기현(인디언 조 역) 등이 더빙하였다. 2017년 7월부터 챔프TV를 통해 매주 일요일 밤 9시부터 2시간 동안 주4회씩 방송됐다.
〈TV 애니메이션〉
- 1화: 말썽꾸러기 톰 소여
- 2화: 신나는 페인트 칠
- 3화: 한눈에 반한 톰
- 4화: 샘 할아버지의 주술
- 5화: 내 친구 벡키
- 6화: 허크의 별장 짓기
- 7화: 도전자 나타나다
- 8화: 꼭 타고 싶은 증기선
- 9화: 폴리 이모의 소망
- 10화: 무법자 인진 조
- 11화: 한밤의 보물찾기
- 12화: 톰과 벡키의 약혼
- 13화: 나는야 해적
- 14화: 해적은 학교에 다니지 않아요
- 15화: 신나는 모험 그리운 집
- 16화: 톰, 벤, 허크의 장례식
- 17화: 도빈즈 선생님의 회초리
- 18화: 아픈 화해
- 19화: 개구리 뛰기 시합
- 20화: 우리 선생님 대머리 선생님
- 21화: 여름방학 첫 날
- 22화: 만병 통치약 소동
- 23화: 낚시터에서 생긴 일
- 24화: 넥타이를 맨 허크
- 25화: 알프레드의 고집
- 26화: 유랑극단의 소녀
- 27화: 막이 오르기 전까지
- 28화: 리제트를 구하자
- 29화: 허크의 첫사랑
- 30화: 허크의 아버지
- 31화: 허크의 어머니
- 32화: 금이 나왔어요
- 33화: 자유를 향해 달려라
- 34화: 하늘에서 온 사나이
- 35화: 하늘을 날고파
- 36화: 기구를 띄우자
- 37화: 톰, 허크 하늘을 날다
- 38화: 끔찍한 사건
- 39화: 양심의 가책
- 40화: 용감한 증인
- 41화: 인진 조의 행방
- 42화: 즐거운 배 여행
- 43화: 하얀 말을 보았어요
- 44화: 야생의 백마 번개
- 45화: 번개에게 자유를
- 46화: 유령의 집에서
- 47화: 동굴 속의 톰과 베키
- 48화: 인진 조의 최후